# 圖示 (範疇論)
在範疇論中，圖示是集合論中的索引族於範疇論中的類比。兩者主要的不同在於，在範疇論中，態射也需要索引。集合的索引族是指由一個固定的集合索引的一組集合，亦可以說是由一個固定的索引「集合」映射至一組「集合」的「函數」。圖示則是指由一固定範疇索引的一組物件及態射，亦可以說是由一固定索引「範疇」映射至某些「範疇」的「函子」。
圖示及錐體是用來定義極限的核心概念。

## 定義
在一範疇 C中類型J的圖示是指一個（協變）函子
D : J → C
範疇J被稱之為圖示D的索引範疇，此一函子有時亦被稱為J型圖示。J實際的物件及態射為何並不重要，關鍵在於之間的互動。圖示D可想做是以J索引C內的物件及態射。
技術上，「圖示」及「函子」，以及「索引範疇」及「範疇」間並沒有什麼不同，用詞上的改變僅反映了觀點上的改變：將索引範疇固定，並允許函子（及目標範疇）變動。
通常，最感興趣的情況是當類型J為小範疇或有限範疇之時，此類圖示分別被稱為「小圖示」及「有限圖示」。
在範疇C內，類型J之圖示間的態射為函子間的自然變換。因此，可將C內類型J的圖示範疇理解為一函子範疇CJ，而圖示則為該範疇內的物件。

## 例子
- 給定範疇C中的任一物件A，均能得到一個「常數圖示」，該圖示將J內的所有物件映射至A，且將J內的所有態射映射至A上的單位態射。通常使用下標來標示此類常數圖示：亦即，對C內的任一物件{\displaystyle A}，均會有一個常數圖示{\displaystyle {\underline {A}}}。

- 若J是一個（小）離散範疇，則類型J的圖示實際上就只是個C內物件（由J索引）的索引族。用此圖示來建構極限，其結果為積；用來建構上極限，其結果為上積。因此，若J為一具有2個物件的離散範疇，其極限只會是個二元積。

## 外部連結
- Diagram Chasing （页面存档备份，存于） at MathWorld
- WildCats （页面存档备份，存于） is a category theory package for Mathematica. Manipulation and visualization of objects, morphisms, commutative diagrams, categories, functors, natural transformations.